# سائولو رودریگز دوس سانتوس

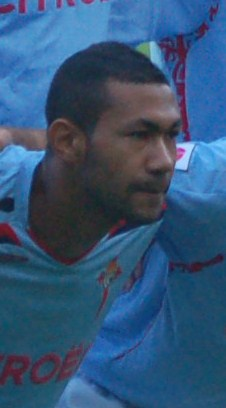

سائولو رودریگز دوس سانتوس (به پرتغالی: Saulo Rodrigues dos Santos) مهاجم اهل برزیل است که در شهر ریو وارده، گوییاس و در تاریخ ۱۸ فوریهٔ ۱۹۸۲ به دنیا آمده‌است.
سائولو رودریگز دوس سانتوس در تیم‌های فوتبال F.C. Maia سابقهٔ حضور دارد.